# Paraíso, canto cuarto

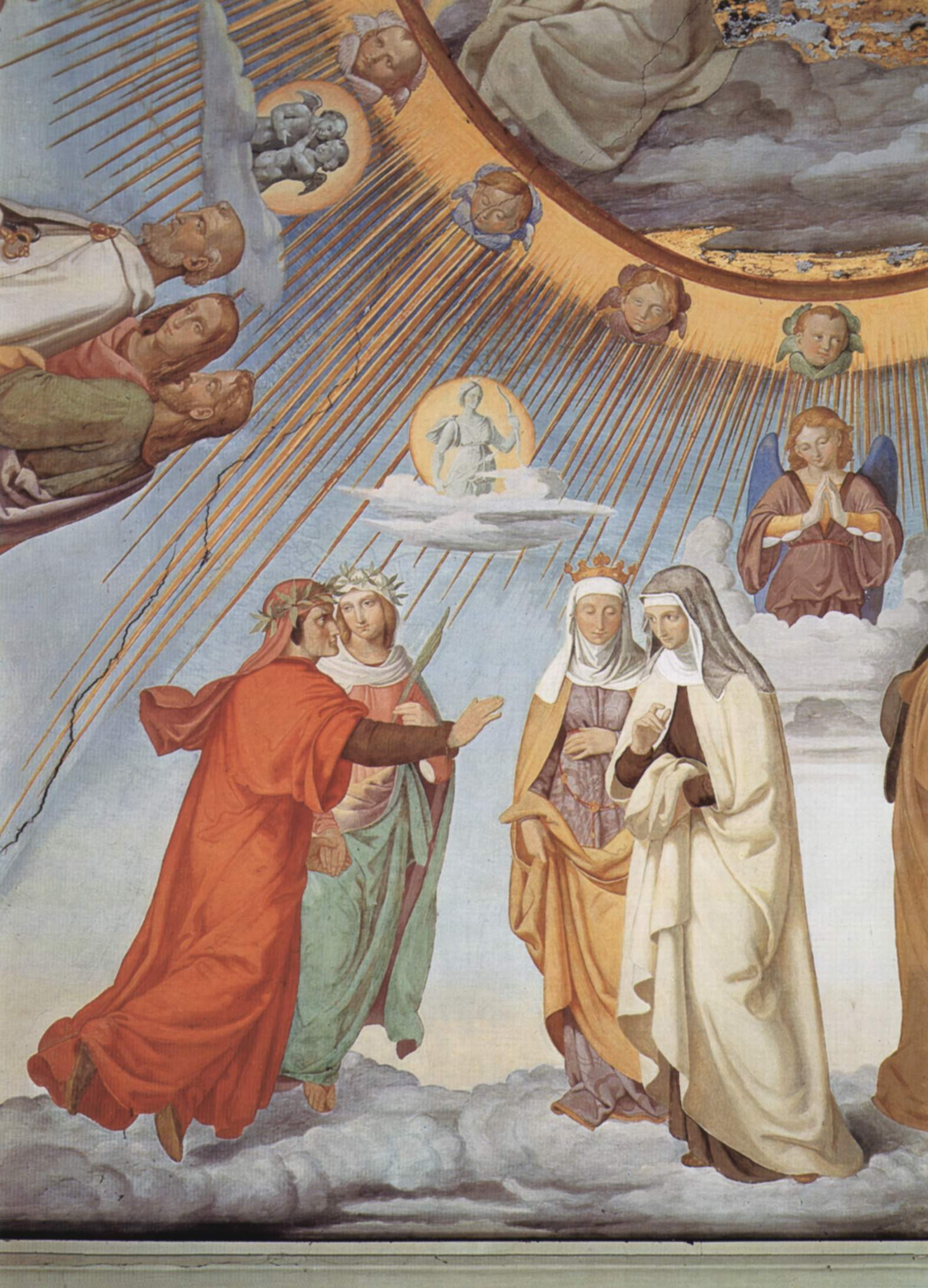
Piccarda y Constanza, en un fresco de Philipp Veit.

El canto cuarto del Paraíso de Dante Alighieri se desarrolla en el cielo de la Luna, donde residen las almas de quienes actuaron para conseguir fama y honores terrenos. Nos encontramos en la mañana de 13 de abril de 1300, o según otros análisis, la del 30 de marzo de 1300. Piccarda Donati y Constanza I de Sicilia son los primeros personajes que Dante y Beatriz encuentran en el Paraíso. En el canto se discute sobre el incumplimiento de los votos religiosos, que es grave. 

## Temas y contenidos
- Dudas de Dante - versos 1-27
- El Empíreo como sede de los beatos - vv. 28-63
- El incumplimiento de los votos - vv. 64-117
- Nueva duda de Dante - vv. 118-142

## Síntesis

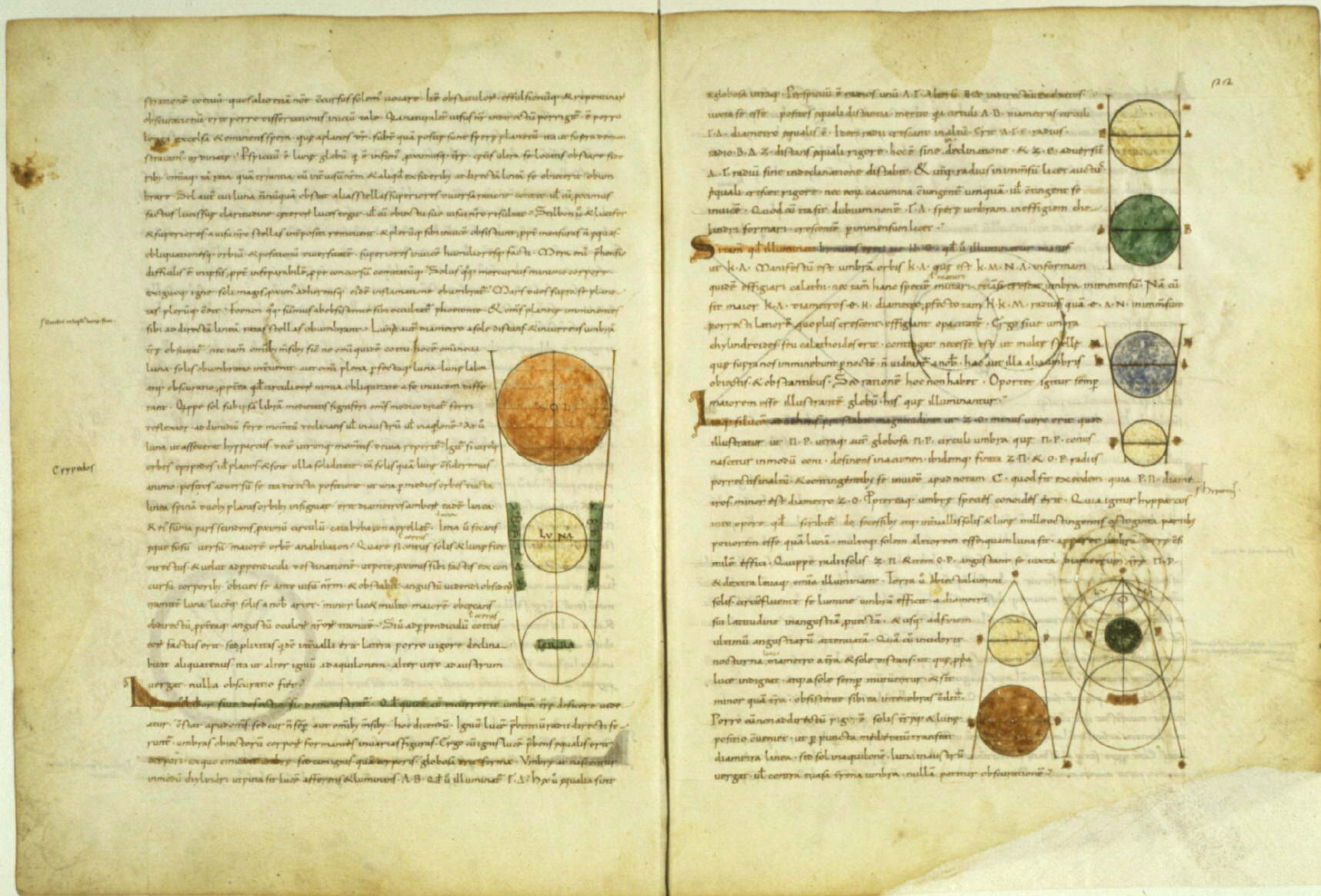
Manuscrito medieval del Timeo.

(vv 1-27) Las palabras de Piccarda Donati suscitan en Dante dos dudas igualmente fuertes, de modo que el poeta no logra decidirse por cual comenzar, y se sume en el silencio. Aunque no hable, al conocer lo que dios conoce y por ende el pensamiento de Dante, las hace explícitas.
La primera se refiere al hecho de si no hacer un bien, que en este caso sería respecta un voto, como no lo hizo Piccarda por violencia de otros, pueda disminuir el mérito del beato. El segundo se refiere al descenso de las almas de las estrellas a los cuerpos humanos y de su regreso al cielo, tal y como lo explicaba Platón en su diálogo Timeo.
(vv 28-63) Beatriz comienza a resolver las dudas de Dante refutando la opinión de la teoría de Platón antes citada. Afirma que todos los beatos se encuentran en el Empíreo, y el hecho de que aparezcan en las esferas es para mostrar diferentes expresiones de la beatitud, por lo cual sólo tiene un carácter simbólico simplificativo. Solo así, a través de mensajes por interpretar, se llega de hecho al ingenio humano. La escritura de Dios es comprensible porque es compatible con las capacidades humanas, y por el mismo motivo la Iglesia representa los ángeles, que son espíritu puro, con cuerpos humanos. 

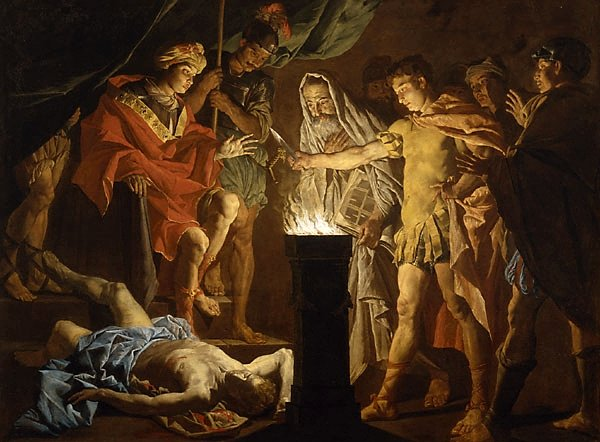
Representación de Escévola quemando su mano de Matthias Stomer, del.

(vv 64-117) Respecto a la duda sobre el incumplimiento de los votos por la violencia ejercida por otros, Beatriz argumenta que Piccarda y Costanza no se opusieron a ella con toda la energía que su voluntad les habría permitido, lo cual se prueba por el hecho de que no regresaron al claustro ulteriormente, cuando habrían podido hacerlo. De hecho, les faltó un fuerza de voluntad similar a la de san Lorenzo, que fue impasible cuenta la leyenda que resistió el martirio de ser quemado vivo, o la de Escévola, quien asimismo dejó que su mano se quemase sin emitir queja alguna.
En este y en el siguiente canto, Dante expresa su opinión, señalando que ninguna fuerza externa puede doblar un alma que, con firmeza, se resista a hacer lo que no quiere.
(vv 118-142) Tras agradecer a Beatriz, Dante tiene una nueva duda, que consiste en si el ser humano puede suplir las falencias por los votos incumplidos mediante buenas acciones en otros campos. La respuesta ocupará la primera parte del canto siguiente.